# Марійчин Андрій Ількович
Андрій Ількович Марійчин (псевдо: «Циган», «Тур», «Тютюнник») (12 грудня 1914, с. Мошківці, Калуський район, Івано-Франківська область — 16 квітня 1946, с. Дорогів, Галицький район, Івано-Франківська область) — командир сотні УПА «Вітрогони».

## Життєпис
Народився 12 грудня 1914 року в селі Мошківці Калуського повіту Королівства Галичини та Володимирії (тепер Калуського району Івано-Франківської області) у селянській родині. Тут Андрій закінчив школу, в 1931 році поступив у Самбірську ремісничу школу, рік учився на коваля, далі повернувся додому і підробляв у місцевій кузні. У 1934-1936 рр. служив у Польському війську. 
Брав активну участь у просвітницькій роботі в селі, був засновником «Пласту» і товариства «Відродження». 
В 1939 р. мобілізований на польсько-німецьку війну, однак його частина була розбита і повернувся додому, уникаючи відступаючих польських військ. За «перших совітів» влаштувався на роботу в ремісничій школі в Калуші, тут вступив до місцевого осередку ОУН, очолював «п'ятірку» ОУН. 
Ставши свідком розстрілу німцями підпільників ОУН 4 листопада 1943 р. на ринковій площі, вирішив іти в повстанці. Тоді у Войнилівських лісах формувалася сотня Ромка «Заграва», у якій був призначений бунчужним. Після закінчення старшинської школи «Олені» на Долинщині (другий випуск) Андрій Марійчин-«Тютюнник» отримав ступінь старшого булавного. 5.01.45 отримав завдання формувати сотню — так став командиром сотні «Вітрогони» (відділ 82). 
Після року запеклих боїв 26 грудня 1945 року переведений у теренову мережу на організаційну роботу. Спочатку перебував у рідному селі у криївці станичного, далі перебрався в сусіднє село Дорогів. Тут загинув 16 квітня 1946 року в бою проти більшовиків під час облави.

## Вшанування
У квітні 1996 р. односельці на місці загибелі встановили й освятили хрест-пам'ятник Андрієві Марійчину. Щороку тут проводиться панахида.